# Garnet OS
Garnet OS（ガーネットOS）は、ACCESS Systems（旧PalmSource）が開発・ライセンス提供するPDA用オペレーティングシステム (OS)。旧称Palm OS。

## 概要
- 1996年にパームが開発し、Palm OSの名前で自社のPalm機の搭載用OSとして世に出した。
- グラフィティと呼ばれる独特の手書き入力法を採用したほか、起動などの待ち時間が短い軽快な動作と使い勝手の良さからPalmデバイスは大ヒット。
- その後、Handspringやソニーなど多くのメーカーがPalm OSを採用した互換機を発売した。
- OSの開発はその後、Palm本社から分離独立したPalmSource（現ACCESS Systems）社が担当することとなり、2004年2月にはPalm OS CobaltとPalm OS Garnetに分化した。
- Palm OS Cobalt（コバルト）はもともとPalm OS 6として開発されてきたバージョンで、ハイエンド向け。Palm OS Garnet（ガーネット）は従来のPalm OS 5の進化系で、エントリーモデルに窓を開きつつ機能の強化を図っている。
  - 数字でなく元素や宝石の名前をつけたのは、後者が前者の下位システムという位置づけではなく、それぞれ独自に発展していくことを示す狙いがあるとされる。
  - 実際、ACCESS SystemsによればCobaltはそのソースコードの大半が書き直され、Garnetとは別物に仕上がっているという。
- 2007年1月25日に、ACCESS Systemsは、Palm OSの名前をGarnet OSに変更すると発表。Palm OS搭載機に刻印されていた「Palm Powered」のロゴも「ACCESS Powered」に改められた。

## 製品シリーズの一覧

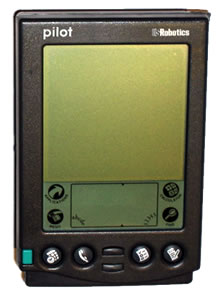
PalmPilot 5000

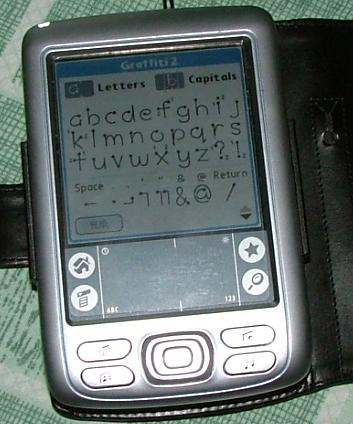
Zire 72

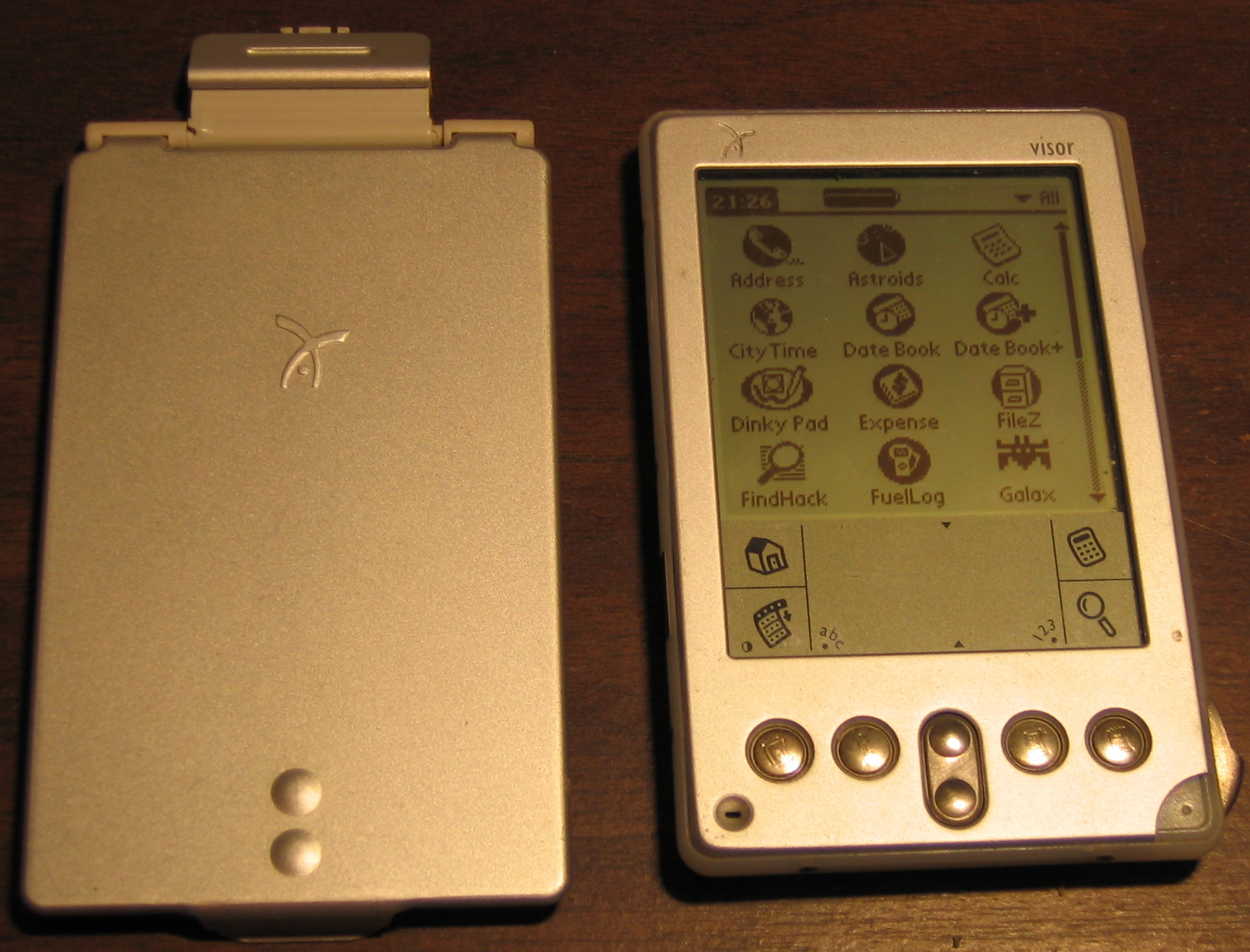
Visor Edge

Palmデバイスを提供している（いた）メーカーと、製品ブランドの一覧。
- パーム（旧・palmOne）
  - PalmPilot（この名称はパイロットの商標権を侵害していたので使えなくなった[1]。）
  - Palm
  - Tungsten
  - Tungsten T5（フラッシュメモリーを搭載）
  - Zire
  - Treo（Handspring を買収）
  - LifeDrive（4GBのMicroDrive搭載）
- Handspring
  - Visor
  - Treo
- ソニー
  - CLIE（2005年7月販売終了）
- IBM
  - WorkPad（PalmのOEM）
  - WorkPad 31J（PHS内蔵）
- TRG
  - TRGpro
  - HandEra 330
- Tapwave
  - Zodiac1
  - Zodiac2